# Tysklands Grand Prix 1981
Tysklands Grand Prix 1981 var det tionde av 15 lopp ingående i formel 1-VM 1981.  

## Rapport
Alain Prost och René Arnoux, båda i Renault, startade från det första, Carlos Reutemann och Alan Jones, båda i Williams, från det andra och Nelson Piquet i Brabham och Didier Pironi i Ferrari från det tredje ledet. Prost, som hade pole position, tog ledningen medan Arnoux blev passerad av Reutemann redan i första kurvan, Nord Kurve. Strax därefter körde även Pironi om Arnoux och intog tredjeplatsen. Piquet försökte senare samma sak i Ost Kurve, men han körde istället på ett av Arnoux' bakhjul, som därmed fick en långsam punktering. Pironi blev den förste av förarna i täten att falla ifrån då han fick bryta på andra varvet.
Efter tio varv hade Jones avancerat till andra plats och låg jämsides med Prost när de gick in i Sachs Kurve men Prost klarade attacken. På varv 20 närmade sig de båda de långsammaste förarna för varvning. En av dessa var Prosts stallkamrat Arnoux, men han var inte särskilt benägen att hindra Jones. Prost tvingades gå på utsidan medan Jones bromsade otroligt sent och kom ut ur Sachs Kurve i ledningen. Jones ledde under 19 varv innan hans motor började misstända och han blev omkörd av först Piquet och sedan Prost. Jones gick senare in i depå och fixade tändningen men det var inte tillräckligt, utan han slutade på elfte plats. Nelson Piquet vann loppet före Alain Prost och Jacques Laffite.

## Resultat
1. Nelson Piquet, Brabham-Ford, 9 poäng
2. Alain Prost, Renault, 6
3. Jacques Laffite, Ligier-Matra, 4
4. Hector Rebaque, Brabham-Ford, 3
5. Eddie Cheever, Tyrrell-Ford, 2
6. John Watson, McLaren-Ford, 1
7. Elio de Angelis, Lotus-Ford
8. Jean-Pierre Jarier, Osella-Ford
9. Mario Andretti, Alfa Romeo
10. Gilles Villeneuve, Ferrari
11. Alan Jones, Williams-Ford
12. Siegfried Stohr, Arrows-Ford
13. René Arnoux, Renault
14. Marc Surer, Theodore-Ford (varv 43, upphängning)
15. Bruno Giacomelli, Alfa Romeo

### Förare som bröt loppet
- Eliseo Salazar, Ensign-Ford (varv 39, för få varv)
- Tommy Borgudd, ATS-Ford (35, motor)
- Carlos Reutemann, Williams-Ford (27, motor)
- Riccardo Patrese, Arrows-Ford (27, motor)
- Patrick Tambay, Ligier-Matra (27, transmission)
- Derek Daly, March-Ford (15, upphängning)
- Nigel Mansell, Lotus-Ford (12, bränsleläcka)
- Andrea de Cesaris, McLaren-Ford (4, kollision)
- Didier Pironi, Ferrari (1, elsystem)

### Förare som ej kvalificerade sig
- Keke Rosberg, Fittipaldi-Ford
- Brian Henton, Toleman-Hart
- Beppe Gabbiani, Osella-Ford
- Derek Warwick, Toleman-Hart
- Michele Alboreto, Tyrrell-Ford
- Chico Serra, Fittipaldi-Ford